# Walter Damm (Politiker)

Walter Damm als Landessozialminister von Schleswig-Holstein bei seiner Ansprache zur Grundsteinlegung der Böcklersiedlung in Neumünster am 3. März 1950

Walter Damm (* 27. Juni 1904 in Wandsbek; † 11. Februar 1981 in Pinneberg) war ein deutscher Politiker (SPD) und Geschäftsführer in der Wohnungswirtschaft.

## Leben und Beruf
Nach der Volksschule absolvierte Damm eine Lehre als Feinmechaniker. Am 21. Juni 1919 trat er der Vorgängerorganisation der IG Bau-Steine-Erden bei und wurde bereits als Siebzehnjähriger hauptamtlicher Gewerkschaftsfunktionär (bis 1933). Von 1926 bis 1927 studierte er an der gewerkschaftseigenen Akademie der Arbeit in Frankfurt am Main. Mit der „Machtergreifung“ Adolf Hitlers musste er zunächst seine politische Tätigkeit beenden, wurde dann aber auch von seinem Arbeitgeber entlassen und erhielt Arbeitsverbot. Danker und Lehmann-Himmel charakterisieren ihn in ihrer Studie über das Verhalten und die Einstellungen der Schleswig-Holsteinischen Landtagsabgeordneten und Regierungsmitglieder der Nachkriegszeit in der NS-Zeit als Protagonisten der Arbeiterbewegung und somit „oppositionell-gemeinschaftsfremd“.
1944 wurde er zur Wehrmacht eingezogen, in Norwegen eingesetzt und kam so 1945 in englische Kriegsgefangenschaft, aus der er schon im September desselben Jahres wieder entlassen wurde. 1945 zog er ins schleswig-holsteinische Appen und wurde hauptamtlicher Parteisekretär der SPD in den Kreisen Norder- und Süder-Dithmarschen, Steinburg und Pinneberg. Am 1. Oktober 1950 wurde Walter Damm zum Geschäftsführer der Neuen Heimat Gemeinnützigen Wohnungs- und Siedlungsgesellschaft im Lande Schleswig-Holstein GmbH mit dem Geschäftssitz in Kiel bestellt. 1956 übernahm Damm auch die Geschäftsführung der Lübecker Neuen Heimat Gemeinnützigen Wohnungs- und Siedlungsgesellschaft GmbH. Zum 1. Januar 1963 wurde er in Hamburg als Mitglied der Geschäftsführung der Regionalgesellschaft Neue Heimat Nord eingesetzt. Am 27. Juni 1969 trat Walter Damm in den Ruhestand.
Außerdem war Damm bis 1954 Herausgeber der SPD-Zeitung für Heimatvertriebene und Flüchtlinge, Der Flüchtlingsberater.

## Partei
Damm gehörte bereits vor 1933 der SPD an und beteiligte sich 1945 am Wiederaufbau der Partei. Von 1955 bis 1965 war er Landesvorsitzender der SPD Schleswig-Holstein.

## Abgeordneter
Von 1928 bis 1932 war Damm Gemeindevertreter in Bramfeld.
Damm war von 1947 bis zum 3. September 1968 Landtagsabgeordneter in Schleswig-Holstein. Er vertrat zunächst den Wahlkreis Pinneberg-Uetersen, ab 1954 den Wahlkreis Pinneberg-Elbmarschen im Parlament. Von 1954 bis 1967 war er Beisitzer im Fraktionsvorstand. Von 1958 bis 1967 war Damm Vorsitzender des Landtagsausschusses für Arbeit und Aufbau.

## Öffentliche Ämter
1946/47 war Damm Landrat im Kreis Pinneberg. Vom 19. Juni bis zum 7. November 1947 war er parlamentarischer Vertreter des Ministers für Wirtschaft und Verkehr in Schleswig-Holstein. Am 7. November 1947 berief ihn der Ministerpräsident Hermann Lüdemann als Minister für Umsiedlung und Aufbau. Am 24. Januar 1949 erfolgte die Umbenennung in Minister für Soziales. Von 1949 bis 1951 war er im Vorstand der Arbeitsgemeinschaft für produktive Flüchtlingshilfe e. V. und realisierte als Sozialminister das ERP-Programm 10.000 Flüchtlingswohnungen. Nach der Ablösung der sozialdemokratischen Regierung durch das Kabinett Bartram am 5. September 1950 trat Walter Damm am 1. Oktober 1950 in die Geschäftsführung der Neuen Heimat ein.

## Ehrungen
Am 14. Juli 1964 wurde Damm das Große Verdienstkreuz mit Stern des Bundesverdienstkreuzes verliehen.
Der SPD-Kreisverband Pinneberg benannte den jährlich zu vergebenen Preis für ehrenamtliche Arbeit zum sozialen Ausgleich, zur Integration und der gesellschaftlichen Toleranz nach Walter Damm.
Walter Damms Sohn Uwe Damm war 1990–1998 Bürgermeister der Gemeinde Appen.
Die Parteizentrale der SPD Schleswig-Holstein trägt den Namen Walter-Damm-Haus.